# موتيسية زرقاء
موتيسية زرقاء (الاسم العلمي:Mutisia glauca) هو نوع نباتي يتبع جنس الموتيسية من فصيلة النجمية.